# Courrier International
Courrier International – francuski tygodnik opinii, w którym ukazują się francuskie tłumaczenia artykułów i sprawozdania z wydarzeń komentowanych w prasie światowej.